# Gōtoku Sakai
Gōtoku Sakai (酒井 高徳?, Sakai Gōtoku; New York, 14 marzo 1991) è un calciatore giapponese con cittadinanza statunitense, difensore del Vissel Kōbe.

## Carriera

### Club

#### Gli esordi in Giappone
Nato a New York da padre giapponese e madre tedesca, a due anni si trasferisce in Giappone. Nel 2006, a 15 anni, l'Albirex Niigata lo preleva dalle giovanili della squadra locale di Sanjō, nella prefettura di Niigata. Il 15 novembre 2008 a 17 anni debutta in prima squadra nel match di Coppa dell'Imperatore contro il Tokyo. Sempre contro gli edochiani esordisce la stagione successiva in prima divisione giapponese. Con l'Albirex Niigata colleziona complessivamente 73 presenze, marcando una rete.

#### Stoccarda
Il 1º gennaio 2012 passa allo Stoccarda con la formula del prestito con diritto di riscatto. L'11 febbraio debutta in Bundesliga nella vittoria casalinga per 5-0 contro l'Hertha Berlino. Il suo primo gol con lo Stoccarda arriva il 22 novembre 2012 nella partita di Europa League 2012-13 vinta 5-1 in casa dello Steaua Bucarest. Il 10 gennaio 2013 prolunga il suo contratto con i tedeschi fino a giugno 2016.

#### Amburgo
Nell'estate 2015 passa all'Amburgo. Il 3 ottobre 2015 gioca la sua prima partita con la nuova squadra, sostituendo Matthias Ostrzolek nel secondo tempo della partita vinta 3-0 contro l'Hertha. Il 18 novembre 2016 l'allenatore Markus Gisdol lo nomina capitano della squadra. In questa stagione segna anche la prima rete nel campionato tedesco, il gol della bandiera nella sconfitta 3-1 contro l'Ingolstadt. Al termine della stagione 2017-18 l'Amburgo retrocede per la prima volta nella sua storia ma nonostante ciò Sakai rinnova il contratto fino al 30 giugno 2020.

#### Vissel Kōbe
Il 14 agosto 2019 il giocatore ritorna in Giappone dopo otto anni, venendo acquistato dal Vissel Kobe per mezzo milione di euro. Il 25 novembre 2023, grazie alla vittoria casalinga per 2-1 del Vissel Kōbe contro il Nagoya Grampus, si aggiudica con una giornata di anticipo il primo campionato della sua carriera, così come il primo della storia per il club amaranto.

### Nazionale
Dopo aver giocato per l'Under-18 giapponese nel 2009, Gotoku esordisce nel 2012 con la Nazionale Giapponese con la quale partecipa ai Giochi della XXX Olimpiade, alla FIFA Confederations Cup 2013, al Campionato mondiale di calcio 2014 e alla Coppa d'Asia 2015.
Nel 2018 figura nella lista dei convocati per il Mondiale di Russia 2018. Al termine della manifestazione (in cui ha disputato solo 1 partita) lascia la Nazionale a soli 27 anni.

## Statistiche

### Presenze e reti nei club
Statistiche aggiornate all'8 dicembre 2024.
| Stagione               | Club                   | Campionato             | Campionato | Campionato | Coppe nazionali | Coppe nazionali | Coppe nazionali | Coppe continentali | Coppe continentali | Coppe continentali | Altre coppe | Altre coppe | Altre coppe | Totale | Totale |
| Stagione               | Club                   | Comp                   | Pres       | Reti       | Comp            | Pres            | Reti            | Comp               | Pres               | Reti               | Comp        | Pres        | Reti        | Pres   | Reti   |
| ---------------------- | ---------------------- | ---------------------- | ---------- | ---------- | --------------- | --------------- | --------------- | ------------------ | ------------------ | ------------------ | ----------- | ----------- | ----------- | ------ | ------ |
| 2008                   | Albirex Niigata        | J1                     | 0          | 0          | CG+CdL          | 1+0             | 0               | -                  | -                  | -                  | -           | -           | -           | 1      | 0      |
| 2009                   | Albirex Niigata        | J1                     | 18         | 0          | CG+CdL          | 1+4             | 0               | -                  | -                  | -                  | -           | -           | -           | 23     | 0      |
| 2010                   | Albirex Niigata        | J1                     | 31         | 0          | CG+CdL          | 0+2             | 0               | -                  | -                  | -                  | -           | -           | -           | 33     | 0      |
| 2011                   | Albirex Niigata        | J1                     | 25         | 1          | CdL             | 2+3             | 0               | -                  | -                  | -                  | -           | -           | -           | 30     | 1      |
| Totale Albirex Niigata | Totale Albirex Niigata | Totale Albirex Niigata | 74         | 1          |                 | 13              | 0               |                    | -                  | -                  |             | -           | -           | 87     | 1      |
| gen.-giu. 2012         | Stoccarda              | BL                     | 14         | 0          | CG              | 0               | 0               | -                  | -                  | -                  | -           | -           | -           | 14     | 0      |
| 2012-2013              | Stoccarda              | BL                     | 27         | 0          | CG              | 4               | 0               | UEL                | 10                 | 1                  | -           | -           | -           | 41     | 1      |
| 2013-2014              | Stoccarda              | BL                     | 28         | 0          | CG              | 2               | 0               | UEL                | 2                  | 0                  | -           | -           | -           | 32     | 0      |
| 2014-2015              | Stoccarda              | BL                     | 18         | 1          | CG              | 1               | 0               | -                  | -                  | -                  | -           | -           | -           | 19     | 1      |
| Totale Stoccarda       | Totale Stoccarda       | Totale Stoccarda       | 87         | 1          |                 | 7               | 0               |                    | 12                 | 1                  |             | -           | -           | 106    | 2      |
| 2015-2016              | Amburgo                | BL                     | 22         | 0          | CG              | 1               | 0               | -                  | -                  | -                  | -           | -           | -           | 23     | 0      |
| 2016-2017              | Amburgo                | BL                     | 33         | 1          | CG              | 4               | 0               | -                  | -                  | -                  | -           | -           | -           | 37     | 1      |
| 2017-2018              | Amburgo                | BL                     | 28         | 0          | CG              | 1               | 0               | -                  | -                  | -                  | -           | -           | -           | 29     | 0      |
| 2018-2019              | Amburgo                | 2.BL                   | 31         | 0          | CG              | 4               | 0               | -                  | -                  | -                  | -           | -           | -           | 29     | 0      |
| Totale Amburgo         | Totale Amburgo         | Totale Amburgo         | 114        | 1          |                 | 10              | 0               |                    | -                  | -                  |             | -           | -           | 124    | 1      |
| ago.-dic. 2019         | Vissel Kōbe            | J1                     | 12         | 0          | CG              | 4               | 0               | -                  | -                  | -                  | -           | -           | -           | 16     | 0      |
| 2020                   | Vissel Kōbe            | J1                     | 32         | 1          | CdL             | 1               | 0               | ACL                | 6                  | 0                  | SG          | 1           | 0           | 40     | 1      |
| 2021                   | Vissel Kōbe            | J1                     | 38         | 1          | CG+CdL          | 2+7             | 0               | -                  | -                  | -                  | -           | -           | -           | 47     | 1      |
| 2022                   | Vissel Kōbe            | J1                     | 34         | 1          | CG+CdL          | 3+1             | 1+0             | ACL                | 6                  | 0                  | -           | -           | -           | 44     | 2      |
| 2023                   | Vissel Kōbe            | J1                     | 29         | 2          | CG+CdL          | 3+1             | 0               | -                  | -                  | -                  | -           | -           | -           | 33     | 2      |
| 2024                   | Vissel Kōbe            | J1                     | 28         | 1          | CG+CdL          | 4+0             | 0               | ACL                | 3                  | 1                  | SG          | 1           | 0           | 36     | 2      |
| Totale Vissel Kōbe     | Totale Vissel Kōbe     | Totale Vissel Kōbe     | 173        | 6          |                 | 26              | 1               |                    | 15                 | 1                  |             | 2           | 0           | 216    | 8      |
| Totale carriera        | Totale carriera        | Totale carriera        | 448        | 9          |                 | 56              | 1               |                    | 27                 | 2                  |             | 2           | 0           | 533    | 12     |

### Cronologia presenze e reti in nazionale
| Cronologia completa delle presenze e delle reti in nazionale ― Giappone | Cronologia completa delle presenze e delle reti in nazionale ― Giappone | Cronologia completa delle presenze e delle reti in nazionale ― Giappone | Cronologia completa delle presenze e delle reti in nazionale ― Giappone | Cronologia completa delle presenze e delle reti in nazionale ― Giappone | Cronologia completa delle presenze e delle reti in nazionale ― Giappone | Cronologia completa delle presenze e delle reti in nazionale ― Giappone | Cronologia completa delle presenze e delle reti in nazionale ― Giappone |
| Data                                                                    | Città                                                                   | In casa                                                                 | Risultato                                                               | Ospiti                                                                  | Competizione                                                            | Reti                                                                    | Note                                                                    |
| ----------------------------------------------------------------------- | ----------------------------------------------------------------------- | ----------------------------------------------------------------------- | ----------------------------------------------------------------------- | ----------------------------------------------------------------------- | ----------------------------------------------------------------------- | ----------------------------------------------------------------------- | ----------------------------------------------------------------------- |
| 6-9-2012                                                                | Niigata                                                                 | Giappone                                                                | 1 – 0                                                                   | Emirati Arabi Uniti                                                     | Amichevole                                                              | -                                                                       | 79’                                                                     |
| 6-2-2013                                                                | Kōbe                                                                    | Giappone                                                                | 3 – 0                                                                   | Lettonia                                                                | Amichevole                                                              | -                                                                       | 62’                                                                     |
| 22-3-2013                                                               | Doha                                                                    | Giappone                                                                | 2 – 1                                                                   | Canada                                                                  | Amichevole                                                              | -                                                                       | 83’                                                                     |
| 14-8-2013                                                               | Rifu                                                                    | Giappone                                                                | 2 – 4                                                                   | Uruguay                                                                 | Amichevole                                                              | -                                                                       |                                                                         |
| 6-9-2013                                                                | Osaka                                                                   | Giappone                                                                | 3 – 0                                                                   | Guatemala                                                               | Amichevole                                                              | -                                                                       |                                                                         |
| 10-9-2013                                                               | Yokohama                                                                | Giappone                                                                | 3 – 1                                                                   | Ghana                                                                   | Amichevole                                                              | -                                                                       | 55’                                                                     |
| 15-10-2013                                                              | Minsk                                                                   | Bielorussia                                                             | 1 – 0                                                                   | Giappone                                                                | Amichevole                                                              | -                                                                       | 61’                                                                     |
| 16-11-2013                                                              | Genk                                                                    | Paesi Bassi                                                             | 2 – 2                                                                   | Giappone                                                                | Amichevole                                                              | -                                                                       | 73’                                                                     |
| 19-11-2013                                                              | Bruxelles                                                               | Belgio                                                                  | 2 – 3                                                                   | Giappone                                                                | Amichevole                                                              | -                                                                       | 86’                                                                     |
| 5-3-2014                                                                | Tokyo                                                                   | Giappone                                                                | 4 – 2                                                                   | Nuova Zelanda                                                           | Amichevole                                                              | -                                                                       | 46’                                                                     |
| 5-9-2014                                                                | Sapporo                                                                 | Giappone                                                                | 0 – 2                                                                   | Uruguay                                                                 | Amichevole                                                              | -                                                                       | 88’                                                                     |
| 9-9-2014                                                                | Yokohama                                                                | Giappone                                                                | 2 – 2                                                                   | Venezuela                                                               | Amichevole                                                              | -                                                                       |                                                                         |
| 10-10-2014                                                              | Niigata                                                                 | Giappone                                                                | 1 – 0                                                                   | Giamaica                                                                | Amichevole                                                              | -                                                                       |                                                                         |
| 14-10-2014                                                              | Singapore                                                               | Giappone                                                                | 0 – 4                                                                   | Brasile                                                                 | Amichevole                                                              | -                                                                       |                                                                         |
| 14-11-2014                                                              | Toyota                                                                  | Giappone                                                                | 6 – 0                                                                   | Honduras                                                                | Amichevole                                                              | -                                                                       |                                                                         |
| 18-11-2014                                                              | Osaka                                                                   | Giappone                                                                | 2 – 1                                                                   | Australia                                                               | Amichevole                                                              | -                                                                       |                                                                         |
| 12-1-2015                                                               | Newcastle                                                               | Giappone                                                                | 4 – 0                                                                   | Palestina                                                               | Coppa d'Asia 2015 - 1º turno                                            | -                                                                       |                                                                         |
| 16-1-2015                                                               | Brisbane                                                                | Iraq                                                                    | 0 – 1                                                                   | Giappone                                                                | Coppa d'Asia 2015 - 1º turno                                            | -                                                                       |                                                                         |
| 20-1-2015                                                               | Melbourne                                                               | Giappone                                                                | 2 – 0                                                                   | Giordania                                                               | Coppa d'Asia 2015 - 1º turno                                            | -                                                                       |                                                                         |
| 23-1-2015                                                               | Sydney                                                                  | Giappone                                                                | 1 – 1 dts (4 – 5 dtr)                                                   | Emirati Arabi Uniti                                                     | Coppa d'Asia 2015 - Quarti di finale                                    | -                                                                       |                                                                         |
| 31-3-2015                                                               | Tokyo                                                                   | Giappone                                                                | 5 – 1                                                                   | Uzbekistan                                                              | Amichevole                                                              | -                                                                       |                                                                         |
| 8-10-2015                                                               | Seeb                                                                    | Siria                                                                   | 0 – 3                                                                   | Giappone                                                                | Qual. Mondiali 2018                                                     | -                                                                       |                                                                         |
| 13-10-2015                                                              | Teheran                                                                 | Iran                                                                    | 1 – 1                                                                   | Giappone                                                                | Amichevole                                                              | -                                                                       |                                                                         |
| 29-3-2016                                                               | Saitama                                                                 | Giappone                                                                | 5 – 0                                                                   | Siria                                                                   | Qual. Mondiali 2018                                                     | -                                                                       |                                                                         |
| 7-6-2016                                                                | Suita                                                                   | Giappone                                                                | 1 – 2                                                                   | Bosnia ed Erzegovina                                                    | Amichevole                                                              | -                                                                       |                                                                         |
| 1-9-2016                                                                | Saitama                                                                 | Giappone                                                                | 1 – 2                                                                   | Emirati Arabi Uniti                                                     | Qual. Mondiali 2018                                                     | -                                                                       |                                                                         |
| 6-9-2016                                                                | Bangkok                                                                 | Thailandia                                                              | 0 – 2                                                                   | Giappone                                                                | Qual. Mondiali 2018                                                     | -                                                                       |                                                                         |
| 6-10-2016                                                               | Saitama                                                                 | Giappone                                                                | 2 – 1                                                                   | Iraq                                                                    | Qual. Mondiali 2018                                                     | -                                                                       |                                                                         |
| 11-10-2016                                                              | Melbourne                                                               | Australia                                                               | 1 – 1                                                                   | Giappone                                                                | Qual. Mondiali 2018                                                     | -                                                                       |                                                                         |
| 11-11-2016                                                              | Kashima                                                                 | Giappone                                                                | 4 – 0                                                                   | Oman                                                                    | Amichevole                                                              | -                                                                       |                                                                         |
| 28-3-2017                                                               | Saitama                                                                 | Giappone                                                                | 4 – 0                                                                   | Thailandia                                                              | Qual. Mondiali 2018                                                     | -                                                                       |                                                                         |
| 13-6-2017                                                               | Teheran                                                                 | Iraq                                                                    | 1 – 1                                                                   | Giappone                                                                | Qual. Mondiali 2018                                                     | -                                                                       | 76’                                                                     |
| 10-10-2017                                                              | Yokohama                                                                | Giappone                                                                | 3 – 3                                                                   | Haiti                                                                   | Amichevole                                                              | -                                                                       |                                                                         |
| 14-11-2017                                                              | Bruges                                                                  | Belgio                                                                  | 1 – 0                                                                   | Giappone                                                                | Amichevole                                                              | -                                                                       | 86’                                                                     |
| 23-3-2018                                                               | Liegi                                                                   | Giappone                                                                | 1 – 1                                                                   | Mali                                                                    | Amichevole                                                              | -                                                                       | 46’                                                                     |
| 27-3-2018                                                               | Liegi                                                                   | Giappone                                                                | 1 – 2                                                                   | Ucraina                                                                 | Amichevole                                                              | -                                                                       |                                                                         |
| 30-5-2018                                                               | Yokohama                                                                | Giappone                                                                | 0 – 2                                                                   | Ghana                                                                   | Amichevole                                                              | -                                                                       | 46’                                                                     |
| 8-6-2018                                                                | Lugano                                                                  | Svizzera                                                                | 2 – 0                                                                   | Giappone                                                                | Amichevole                                                              | -                                                                       | 56’                                                                     |
| 12-6-2018                                                               | Innsbruck                                                               | Giappone                                                                | 4 – 2                                                                   | Paraguay                                                                | Amichevole                                                              | -                                                                       |                                                                         |
| 28-6-2018                                                               | Volgograd                                                               | Giappone                                                                | 0 – 1                                                                   | Polonia                                                                 | Mondiali 2018 - 1º turno                                                | -                                                                       |                                                                         |
| Totale                                                                  |                                                                         | Presenze                                                                | 42                                                                      |                                                                         | Reti                                                                    | 0                                                                       |                                                                         |

| Cronologia completa delle presenze e delle reti in nazionale ― Giappone Olimpica | Cronologia completa delle presenze e delle reti in nazionale ― Giappone Olimpica | Cronologia completa delle presenze e delle reti in nazionale ― Giappone Olimpica | Cronologia completa delle presenze e delle reti in nazionale ― Giappone Olimpica | Cronologia completa delle presenze e delle reti in nazionale ― Giappone Olimpica | Cronologia completa delle presenze e delle reti in nazionale ― Giappone Olimpica | Cronologia completa delle presenze e delle reti in nazionale ― Giappone Olimpica | Cronologia completa delle presenze e delle reti in nazionale ― Giappone Olimpica |
| Data                                                                             | Città                                                                            | In casa                                                                          | Risultato                                                                        | Ospiti                                                                           | Competizione                                                                     | Reti                                                                             | Note                                                                             |
| -------------------------------------------------------------------------------- | -------------------------------------------------------------------------------- | -------------------------------------------------------------------------------- | -------------------------------------------------------------------------------- | -------------------------------------------------------------------------------- | -------------------------------------------------------------------------------- | -------------------------------------------------------------------------------- | -------------------------------------------------------------------------------- |
| 26-7-2012                                                                        | Glasgow                                                                          | Spagna                                                                           | 0 – 1                                                                            | Giappone                                                                         | Olimpiadi 2012 - 1º turno                                                        | -                                                                                | 74’                                                                              |
| 29-7-2012                                                                        | Newcastle                                                                        | Giappone                                                                         | 1 – 0                                                                            | Marocco                                                                          | Olimpiadi 2012 - 1º turno                                                        | -                                                                                |                                                                                  |
| 1-8-2012                                                                         | Coventry                                                                         | Giappone                                                                         | 0 – 0                                                                            | Honduras                                                                         | Olimpiadi 2012 - 1º turno                                                        | -                                                                                |                                                                                  |
| 4-8-2012                                                                         | Manchester                                                                       | Giappone                                                                         | 3 – 0                                                                            | Egitto                                                                           | Olimpiadi 2012 - Quarti di finale                                                | -                                                                                | 71’                                                                              |
| Totale                                                                           |                                                                                  | Presenze                                                                         | 4                                                                                |                                                                                  | Reti                                                                             | 0                                                                                |                                                                                  |

## Palmarès

### Club

#### Competizioni nazionali
- Coppa dell'Imperatore: 2

Vissel Kōbe: 2019, 2024
- Supercoppa del Giappone: 1

Vissel Kōbe: 2020
- Campionato giapponese: 2

Vissel Kōbe: 2023, 2024

### Individuale
- Squadra del campionato giapponese: 1

2023